# Hans Petermair
Hans (Johann) Petermair (* 24. Mai 1904 in Wien; † 9. März 1984 ebenda) war ein österreichischer Architekt und Denkmalpfleger.

## Leben
Nach Absolvierung der Realschule und Maturaabschluss studierte Petermair Architektur an der Technischen Hochschule (Dissertation 1934). Anschließend arbeitete er im Atelier seines ehemaligen Lehrers Karl Holey. Mit seinem Studienkollegen Richard Pfob gründete er eine Bürogemeinschaft, die sich vor allem mit Industrie- und Gewerbebauten befasste, und war in diesem Sinne auch während des Zweiten Weltkriegs tätig. Nach dem Krieg war Petermair mit dem Wiederaufbau, der denkmalpflegerischen Restaurierung von Schlössern, Palais und Landhäusern, vor allem aber dem Kirchenbau viel beschäftigt.  Er wurde am Wiener Zentralfriedhof bestattet.

## Realisierungen

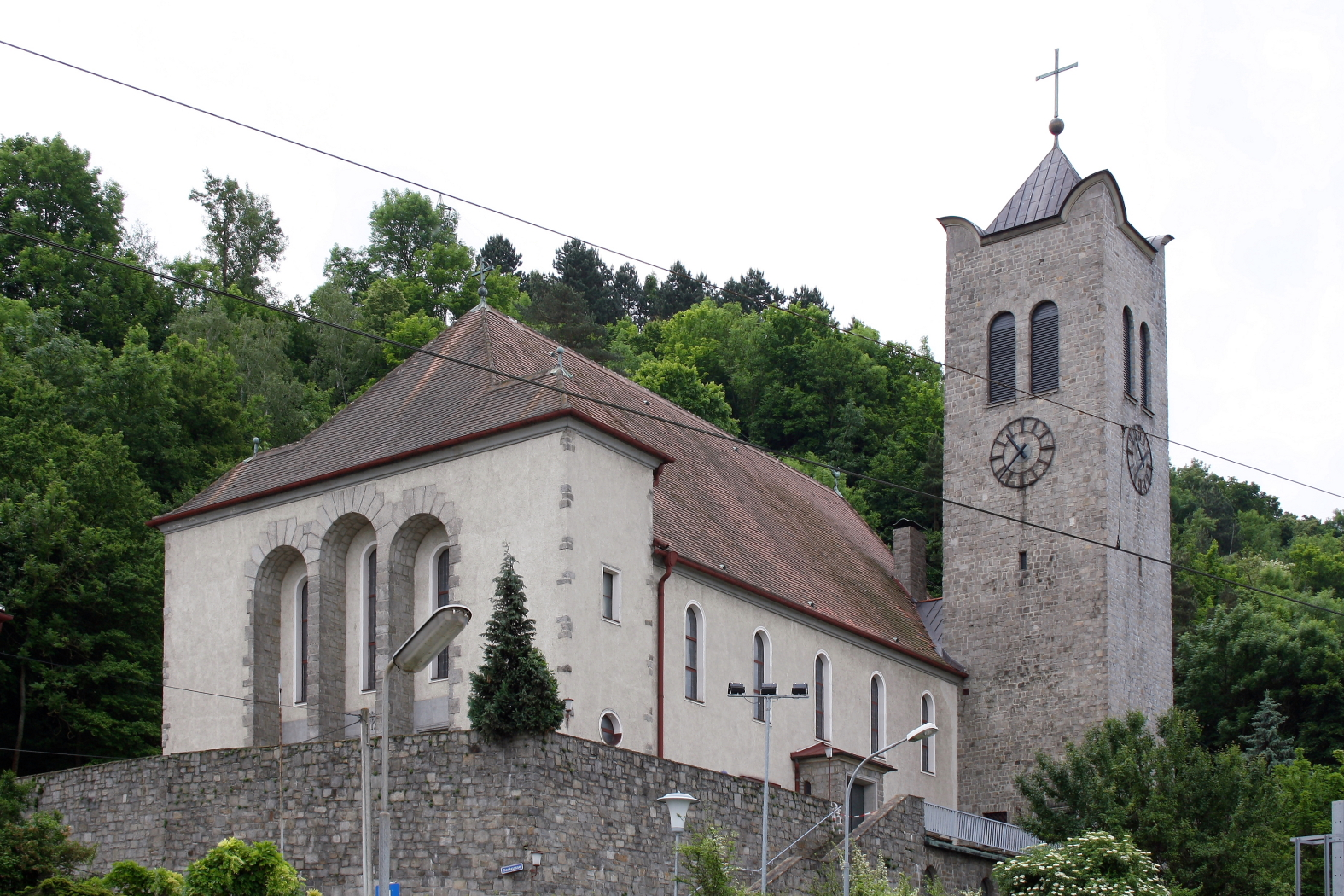
Pfarrkirche Greifenstein (1966)

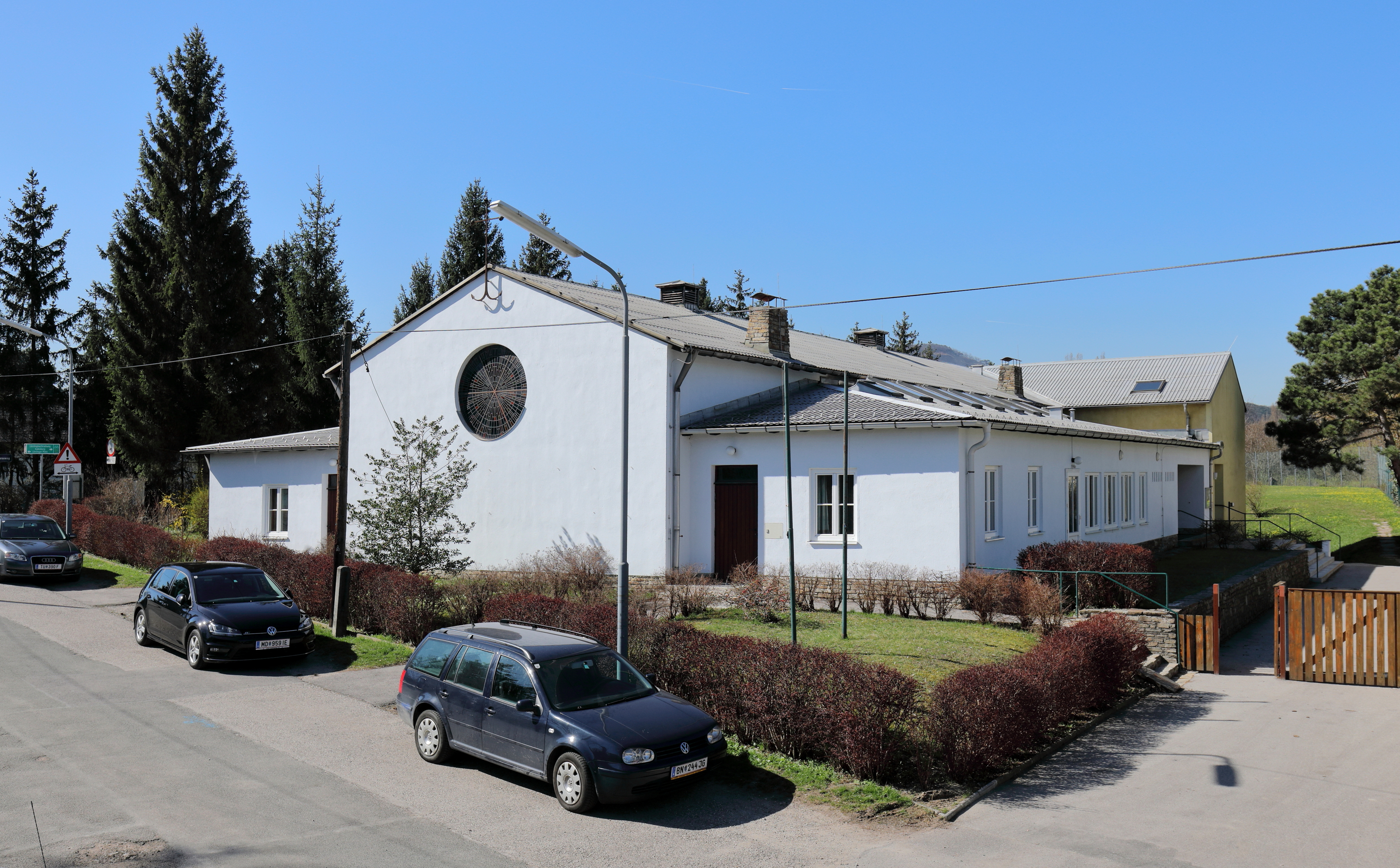
Pfarrkirche Rodaun (1954)

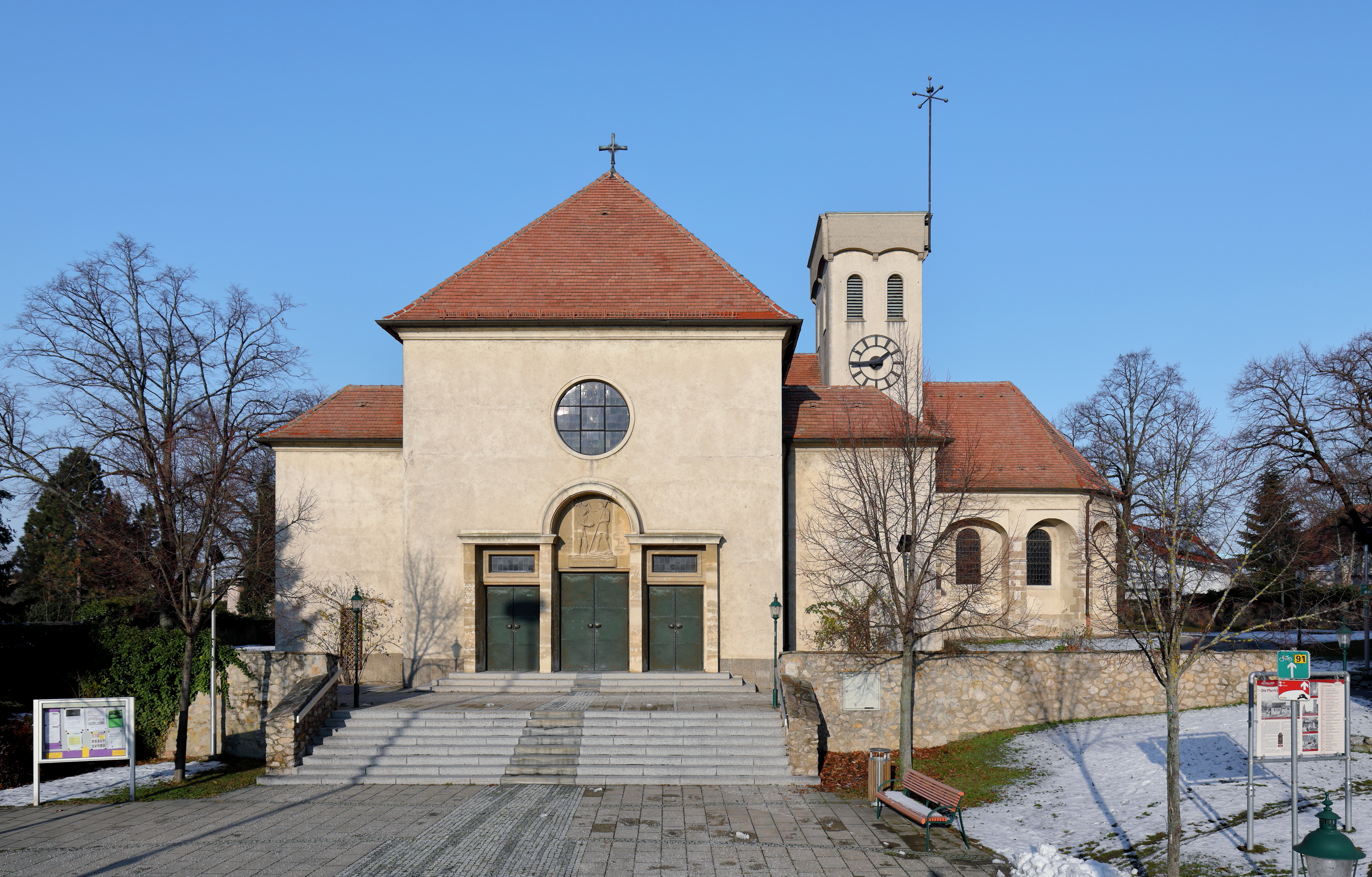
Pfarrkirche Deutsch-Wagram Umbau und Vergrößerung (1956–1958)

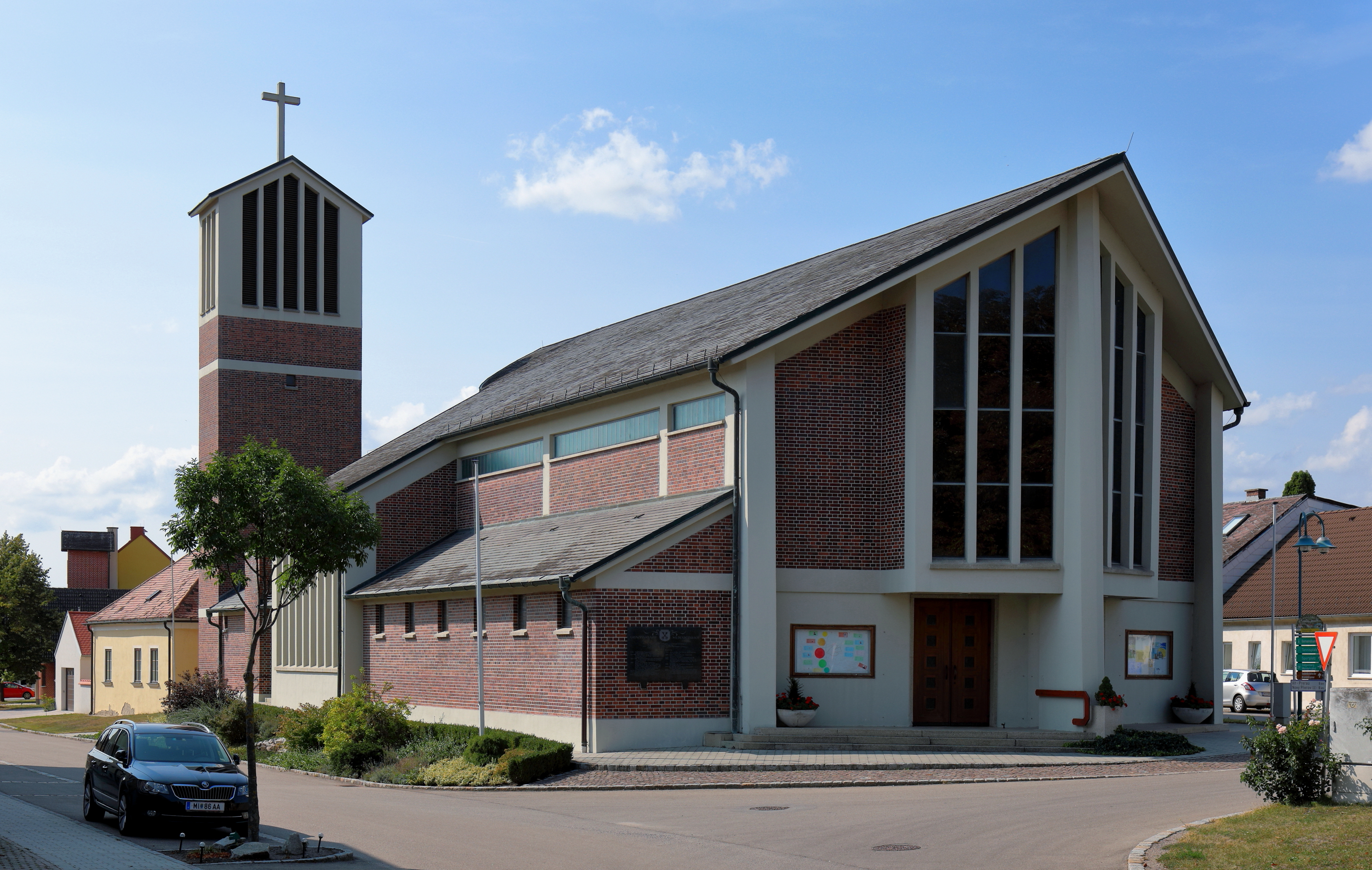
Pfarrkirche Wildendürnbach
(1972–1974)

- 1940–1941 Weberei und Werksiedlung der Kleinmünchner Aktienspinnerei AG in Linz-Kleinmünchen
- 1941–1942 NS-Rüstungsanlagen und Wohnhäuser für Werksingenieure der Firma Semperit-Reithoffer in Ternitz und Traiskirchen
- 1950 Restaurierung der Kalvarienbergkirche, Wien 17
- 1952–1954 mit Otto Niedermoser: Wohnhof und Freitreppe, Fischerstiege 1–7, Wien 1
- 1953 Grabmal für Emmerich Kálmán, Wiener Zentralfriedhof, Gruppe 31B, Reihe 12, Nummer 10
- 1954 Umbau Dreifaltigkeitskirche, Alxingergasse 6, Wien 10
- 1954 Neubau der Pfarrkirche Rodaun, Schreckgasse, Wien 23
- 1955–1957 Neubau der Pfarrkirche Baden-St. Christoph
- 1956 mit Fritz Grünberger, Norbert Laad, Otto Niedermoser, Fritz Reichart, Jakob Unterberger, Anton Valentin: Anton Proksch-Hof, Wien 19
- 1956–1958 Pfarrkirche Deutsch-Wagram mit Einbindung des gotischen Chores der Vorgängerkirche und Wiederaufbau in alter Form des eingestürzten romanischen Ostturmes[2] (Entwurf; Ausführung durch die Baumeister Johann Christen und Kommerzialrat Michael Vogl[3]).
- 1957 Nördlicher Zubau am Chor der Pfarrkirche Echsenbach
- 1959–1960 Filialkirche Grimmenstein
- 1961–1963 Florianikirche Wien, Wiedner Hauptstraße 97–99, Wien 4
- 1967–1968 Wohnhausanlage der Gemeinde Wien, Brigittenauer Lände 170–176, Wien 20
- 1970–1972 Filialkirche Gartenstadt in Hollabrunn
- 1972–1974 Neubau der Pfarrkirche in Wildendürnbach[2]
- 1982–1983 Zubau der Wehrkirche St. Bartholomäus, Hochneukirchen-Gschaidt
- Sakralbauten in Horitschon, Wimpassing im Schwarzatale, Baden, Lackenbach, Greifenstein (Gemeinde St. Andrä-Wördern), Grimmenstein und Katzelsdorf.
- Restaurierunge der Wallfahrtskirche Maria Lanzendorf, Kirchtürme von Brunn am Gebirge, Sankt Martin an der Raab, Wolkersdorf im Weinviertel, Wolfpassing, Sitzendorf und Hüttendorf.